# Batcave
Batcave (с англ. — «Пещера летучих мышей», bætˈkeɪv) — ночной клуб в Лондоне, Англия, считающийся местом рождения готической субкультуры. Термин «Batcave» также используется в Европе для обозначения музыкального стиля, характерного для выступавших в клубе музыкантов (представителей пост-панка и «первой волны» готик-рока). Поклонников творчества ранних готических коллективов иногда также называют «бэткейверами» (англ. Batcaver).

## История
Клуб открылся в июле 1982 года и несколько раз перемещался с места на место; наиболее известное его расположение — на улице Meard Street в районе Сохо. «Batcave» управлялся участниками группы Specimen Олли Уиздомом и Йоном Клейном. Первоначально в нём исполняли в основном глэм-рок и нью-вейв, однако вскоре его специфика изменилась в сторону набиравшей популярность готической музыки и пост-панка. Среди постоянных посетителей клуба были такие известные музыканты, как Роберт Смит, Питер Мёрфи, Сьюзи Сью, Стив Северин, Джим Тёрлуэлл, Марк Алмонд и Ник Кейв. В «Batcave» выступали преимущественно группы Specimen, Sex Gang Children, Alien Sex Fiend, Play Dead и несколько менее известных команд; в апреле 1984 года там отыграли концерт американцы Christian Death. Поскольку популярность готической субкультуры постепенно сходила на нет, а сам клуб превратился в своего рода туристическую достопримечательность, и «настоящих» посетителей в нём становилось всё меньше, в 1985 году «Batcave» было решено закрыть.

## Влияние на культуру
«Batcave» считается самым известным готическим клубом. Благодаря ему представители субкультуры смогли наладить творческие контакты и сформировать единую сцену. Сам термин «готик-рок», по сути, обязан возникновением именно «Batcave», поскольку его впервые начали употреблять для описания стиля тех музыкантов, которые там выступали. Каноны готической моды также во многом сложились благодаря тому, что именно на проводившихся в клубе тематических вечеринках были выработаны определённые стилистические стандарты.